# El hombre que vivía en el Ritz
El hombre que vivía en el Ritz, también traducida como El hombre que vivió en el Ritz, es una novela de 1982 de A. E. Hotchner que narra la historia del pintor estadounidense Philip Weber, quien vive en el Hôtel Ritz de Paris durante la ocupación alemana, y cuentra entres sus amistades la de personajes como Hermann Göring o Coco Chanel. La novela fue adaptada como miniserie de televisión o telefilme bajo el título El hombre que vino de América, en algunos países distribuída también como El espía del Ritz.

## Recepción
Anatole Broyard escribió en el diario The New York Times: "Hacia el final... el libro se convierte en un thriller, así como en una novela legítima y un retrato casi documental de París. Sin embargo, hay algo en el estilo del autor, un savoir vivre aprendido en París, tal vez, que hace que estos diversos modos resulten coherentes". La revista People comentó que "el final... es melodramático, pero la trama es tan fácil de leer como lo será sentarse frente a la ineludible versión cinematográfica".

## Televisión
El hombre que vivió en el Ritz se adaptó como miniserie de televisión en 1988. La producción fue dirigida por Desmond Davis, con una adaptación para televisión de Gordon Cotler, coprotagonizada por Perry King como Philip Weber, Joss Ackland como Hermann Göring y Leslie Caron como Coco Chanel. Otros miembros del reparto incluyeron a Cherie Lunghi como Lili Gloebocka, David McCallum como Charlie Ritz, Patachou como Madame Ritz, Sophie Barjac como Martine Fauvet, Brigitte Kahn como Ilse Falk, David Robb como De Forrestiere, Richard Durden como Man Ray y Marc Duret como Pierre Monet. La miniserie se emitió en dos partes en los Estados Unidos, transmitiéndose en distintas fechas entre noviembre y diciembre de 1988.